# إيرل دير بيغرز
إيرل دير بيغرز (بالإنجليزية: Earl Derr Biggers) (26 أغسطس 1884، وارن في الولايات المتحدة - 5 أبريل 1933، باسادينا في الولايات المتحدة)؛ كاتب مسرحي، كاتب، صحفي وروائي أمريكي.

## روابط خارجية
- إيرل دير بيغرز على موقع IMDb (الإنجليزية)
- إيرل دير بيغرز على موقع الموسوعة البريطانية (الإنجليزية)
- إيرل دير بيغرز على موقع ميوزك برينز (الإنجليزية)
- إيرل دير بيغرز على موقع قاعدة بيانات برودواي على الإنترنت (الإنجليزية)
- إيرل دير بيغرز على موقع قاعدة بيانات الفيلم (الإنجليزية)